# Leslie (Michigan)
Leslie è un comune degli Stati Uniti d'America, situato nello Stato del Michigan, nella Contea di Ingham.